# Campionato del mondo di hockey su slittino 2009
Il 5º campionato mondiale di hockey su slittino si è per la seconda volta disputato in due gruppi di merito. Il Gruppo A si è tenuto ad Ostrava (Repubblica Ceca).

## Partecipanti
Il gruppo d'élite si è disputato ad Ostrava, Repubblica Ceca, dal 9 al 16 maggio 2009. Vi hanno preso parte le sei squadre che hanno preso parte al mondiale 2008 di Gruppo A più le prime due classificate del Gruppo B: Canada, Corea del Sud, Germania, Giappone, Italia, Norvegia e Stati Uniti.
Il campionato era valido anche come qualificazione alle paralimpiadi di Vancouver 2010: le prime sei classificate hanno avuto accesso diretto alla manifestazione, le ultime due sono andate a disputare il torneo di qualificazione con le prime due del gruppo B.

## Formula
Le squadre sono state suddivise in due gironi da quattro squadre. La prima fase del mondiale era un girone all'italiana di sola andata.
Le prime due classificate di ogni girone hanno avuto accesso ai play-off, con le semifinali che vedevano scontrarsi la prima classificata del girone A contro la seconda del girone B e viceversa. Le due squadre vincenti si giocavano la finale per l'oro, le due sconfitte quella per il bronzo. Tutte e quattro le squadre sono automaticamente classificate per Vancouver 2010.
Le ultime due classificate di ogni girone hanno invece avuto accesso ai play-out, con le semifinali che vedevano scontrarsi la terza classificata del girone A contro la quarta del girone B e viceversa. Le due vincenti sono automaticamente qualificate per le paralimpiadi, e si scontrano nella finale per il quinto posto. Le due sconfitte disputano la finale per il settimo posto ed hanno accesso, assieme alle prime due classificate del mondiale di Gruppo B, alle qualificazioni olimpiche.

## Gironi

### Girone A
| Pos. | Squadra   | Pt. | PG | V | VOT | POT | P | GF | GS |
| ---- | --------- | --- | -- | - | --- | --- | - | -- | -- |
| 1.   | Canada    | 9   | 3  | 3 | 0   | 0   | 0 | 18 | 0  |
| 2.   | Giappone  | 4   | 3  | 0 | 2   | 0   | 1 | 5  | 10 |
| 3.   | Germania  | 3   | 3  | 0 | 1   | 1   | 1 | 4  | 12 |
| 4.   | Rep. Ceca | 2   | 3  | 0 | 0   | 2   | 1 | 0  | 5  |

### Girone B
| Pos. | Squadra       | Pt. | PG | V | VOT | POT | P | GF | GS |
| ---- | ------------- | --- | -- | - | --- | --- | - | -- | -- |
| 1.   | Norvegia      | 9   | 3  | 3 | 0   | 0   | 0 | 12 | 4  |
| 2.   | Stati Uniti   | 6   | 3  | 2 | 0   | 0   | 1 | 6  | 3  |
| 3.   | Corea del Sud | 3   | 3  | 1 | 0   | 0   | 2 | 4  | 7  |
| 4.   | Italia        | 0   | 3  | 0 | 0   | 0   | 3 | 3  | 11 |

### Play-out

#### Semifinali
| 13 maggio 2009 Ore 16 | Germania 14:21 G. Bleidorn | 1-2 d.r. (1-0; 0-1; 0-0; 0-0; 0-1) | Italia 22:10 F. Planker Rig. G. Cavaliere | Ostrava Repubblica Ceca |

| 13 maggio 2009 Ore 19 | Corea del Sud 25:43 Byeong S. C. | 1-5 (0-1; 1-1; 0-3) | Rep. Ceca 10:20 J. Berger 28:36 Z. Hábl 30:34 Z. Hábl 34:25 P. Kubeš 43:15 M. Geier | Ostrava Repubblica Ceca |

#### Finale - 7º posto
| 15 maggio 2009 Ore 16 | Corea del Sud 10:44 Seung H. J. 13:50 Byeong S. C. 28:24 Yong M. L. 50:56 Min S. H. | 4-3 d.t.s. (2-0; 1-2; 0-1; 0-0; 1-0) | Germania 20:45 U. Segreff 25:37 S. Stumpe 32:04 J. Wedde | Ostrava Repubblica Ceca |

Corea e Germania accedono al torneo di qualificazione per le paralimpiadi di Vancouver 2010.

#### Finale - 5º posto
| 15 maggio 2009 Ore 19 | Rep. Ceca Rig. J. Berger | 1-0 d.r. (0-0; 0-0; 0-0; 0-0; 1-0) | Italia | Ostrava Repubblica Ceca |

### Play-off

#### Semifinali
| 14 maggio 2009 Ore 16 | Canada 43:19 M. Dorion | 1-2 d.r. (0-0; 0-1; 1-0; 0-0; 0-1) | Stati Uniti 17:09 A. Page Rig. A. Page | Ostrava Repubblica Ceca |

| 14 maggio 2009 Ore 19 | Norvegia 32:42 R. E. Pedersen 35:29 R. E. Pedersen | 2-1 (0-0; 0-0; 2-1) | Giappone 39:41 D. Uehara | Ostrava Repubblica Ceca |

#### Finale - 3º posto
| 16 maggio 2009 Ore 15.30 | Canada 4:53 T. Nicholson 21:19 M. Graeme | 2-0 (1-0 1-0; 0-0) | Giappone | Ostrava Repubblica Ceca |

#### Finale - 1º posto
| 16 maggio 2009 Ore 19 | Stati Uniti 44:48 A. Yohe | 1-0 (0-0; 0-0; 1-0) | Norvegia | Ostrava Repubblica Ceca |

### Classifica finale
| Pos | Squadra         |
| --- | --------------- |
| 1   | USA             |
| 2   | Norvegia        |
| 3   | Canada          |
| 4   | Giappone        |
| 5   | Repubblica Ceca |
| 6   | Italia          |
| 7   | Corea del Sud   |
| 8   | Germania        |